# Vega de Valcarce
Vega de Valcarce is een Spaanse gemeente in de comarca El Bierzo van de provincie León, deel van de autonome regio Castilië en León. Volgens de bevolkingscijfers van het INE van 2023 heeft de gemeente 561 inwoners. Het is een van de gemeenten in León waar Galicisch wordt gesproken.
In de gemeente liggen de dorpen en gehuchten Vega de Valcarce, Villasinde, Ambasmestas, Las Herrerías, La Faba, La Laguna, San Julián, La Portela de Valcarce, Lindoso, Ruitelán, La Braña, Ransinde, San Tirso, El Castro, Moñón, Cernada, Las Lamas, Laballós, Sotogayoso, Bargelas, Argenteiro, Samprón en het verlaten La Treita.
Vega de Valcarce ligt in het uiterste westen van de provincie León, als een van de gemeenten van León die grenst aan Galicië. De Camino de Santiago doorkruist de gemeente, in Vega de Valcarce bevinden zich dan ook twee pelgrimsherbergen. De gemeente wordt doorkruist door de Autovía del Noroeste (A-6) en de N-VI, die verder doorlopen naar Galicië.
Het reliëf van de gemeente is overwegend bergachtig, tussen wiens toppen talrijke zijrivieren van de Rio Valcarce stromen. De bergpas Puerto de Piedrafita (1112 m) biedt de verbinding tussen de provincies León en Lugo. De hoogte van de gemeente varieert van 1.598 meter (Alto de Capelo) in het zuidwesten, tot 580 meter, aan de oevers van de Rio Valcarce. Het dorpscentrum ligt 750 meter boven de zeespiegel.

## Geschiedenis

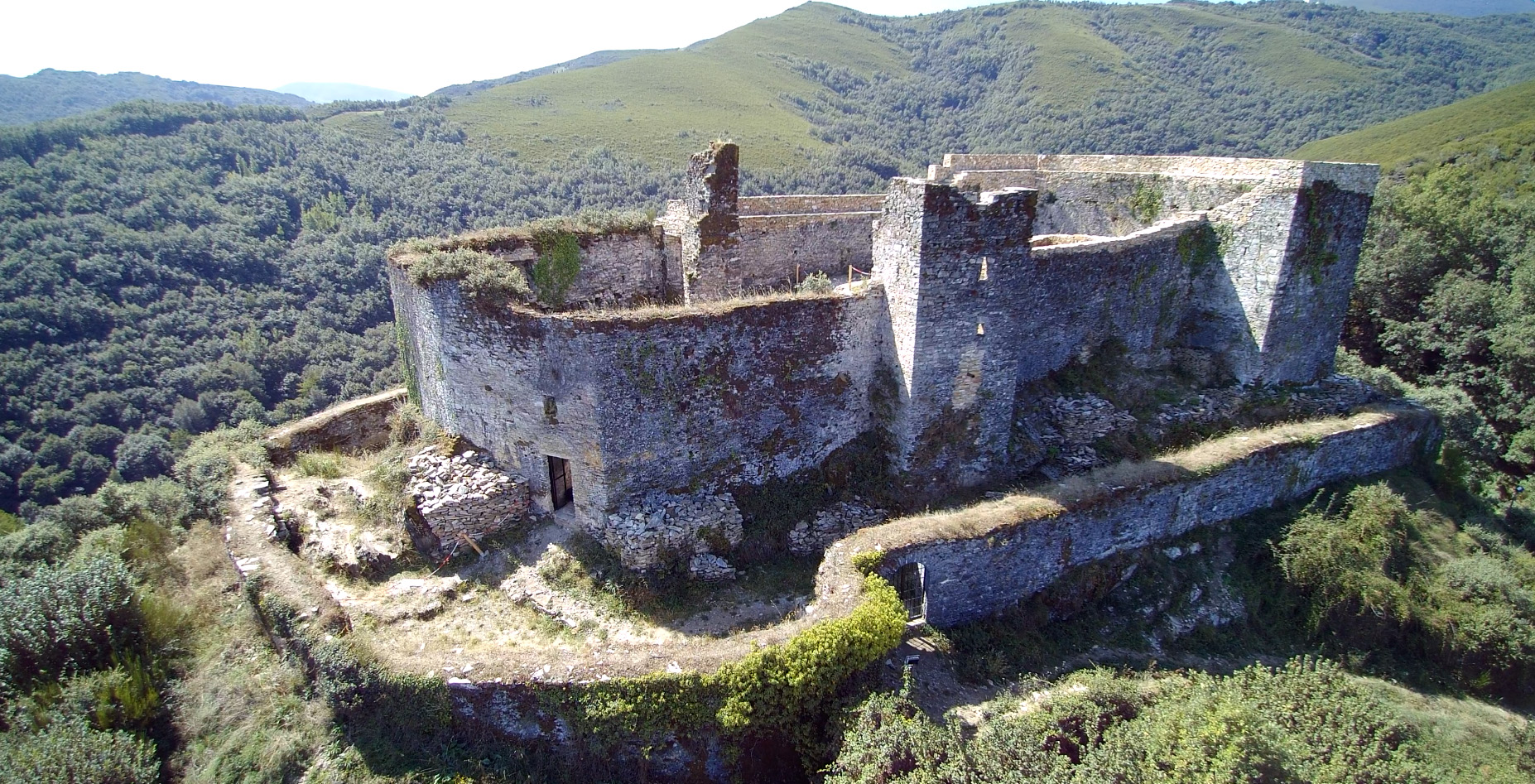
Het Castillo de Sarracín

Het bestaan van verschillende pre-Romeinse forten getuigt van de menselijke aanwezigheid in de gemeente al in de tijd van de Astures. In San Tirso werden pre-Romeinse overblijfselen op de site Anteiro gevonden, terwijl in La Portela de Valcarce overblijfselen van een afgeronde plattegrond en een gracht zijn gevonden, op de site Los Castros. Van zijn kant bevindt zich in San Pedro Nogal het Castro de la Modorra, op een heuvel ten westen van het dorp, uit de Asturische periode, met een langwerpige plattegrond van 70 op 37 meter.
Uit de Romeinse tijd is in Moñón een oud fort met graven bewaard gebleven, dat Castro de Santalla wordt genoemd. Evenzo is in Las Herrerías het Castro de Peredo, van Romeinse oorsprong, waarvan je vier grachten en enkele muren kunt zien. 
Het Castillo de Sarracín, op 22 april 1949 erkend als Bien de Interés Cultural, is een middeleeuws kasteel met elementen uit de 10e en de 14e eeuw gelegen binnen de gemeentegrenzen. Op de site bevond zich daarvoor ook reeds een versterkte vesting die evenwel in 715 door gouverneur Moessa bin Noessair van het Islamitisch Kalifaat van de Omajjaden met de grond werd gelijk gemaakt.

## Demografische ontwikkeling
- Virtual International Authority File: 105144648522406101863